# 平额厚纹蟹
平额厚纹蟹（学名：Pachygrapsus planifrons）为方蟹科厚纹蟹属的动物。分布于克利珀頓島、夏威夷、圣诞岛、印度尼西亚、印度洋以及中国大陆的海南岛等地，生活环境为海水，主要生活于潮间带的浅水中。